# Ложь во спасение (фильм, 2014)
«Ложь во спасение» (англ. The Good Lie) — американский фильм режиссёра Филиппа Фалардо.

## Сюжет
Вторая гражданская война в Судане заставляет бежать от боевых действий. Шестеро детей: Мамере, Пол, Иеремия, Тео, Даниил и Абиталь, добираются до лагеря беженцев в Кении, но уходят оттуда после того, как появляются вражеские солдаты и многие люди погибают.
Дети уснули на местных лугах, Тео просыпается и замечает, приближающихся к ним, двух вражеских солдат. Тео прячет остальных братьев и сестер в траве и лжет солдатам, что он один. Он взят под стражу. В конечном итоге — группа прибывает в лагерь суданских беженцев в Найроби, где Даниэль заболевает и умирает. Тринадцать лет спустя, братья и сестры выигрывают в лотерею переезд в Соединённые Штаты.
По прибытии в Нью-Йорк Абиталь неожиданно сообщили, что она должна отправиться в Бостон, где её ждёт семья. Когда их сестра уходит, Иеремия, Мамер и Пол садятся на рейс в Канзас-Сити, где они встречают Керри Дэвис, дерзкого консультанта по трудоустройству, который помогает им найти работу, и Памелу, которая предоставляет им дом и поддержку.
Иеремия работает в продуктовом магазине и преподаёт в воскресной школе, но позже уходит с работы, из-за того что его поймали, когда он давал бездомной старую еду, а не выбрасывал ее. Пол работает на фабрике и дружит со своими коллегами, там он пробует наркотики. Мамерё устраивается на две должности, в качестве продавца и охранника, для оплаты обучения. Он в конце концов убеждает Кэрри помочь им вернуть Абиталь.
В канун Рождества Кэрри приезжает к ним домой вместе с Абиталь, а потерянные мальчики Судана празднуют свой день рождения — 1 января, так как они никогда не знали дату своего рождения.
Абиталь получает анонимное письмо о том, что кто-то вошел в лагерь беженцев в Кении в поисках группы. Думая, что это Тео, Мамерё отправляется в Найроби и обыскивает лагерь беженцев после того, как ему говорят, что Тео не зарегистрирован. После встречи с Джеймсом, старым другом, он воссоединяется с Тео.
В аэропорту Мамерё сообщает Тео, что он не может получить паспорт для него, и дает ему свой собственный паспорт. После слезного прощания Тео уезжает; Мамер остается в Кении и работает в лагерной больнице.

## В ролях
- Риз Уизерспун — Кэрри Дэвис
- Арнольд Ошенг — Мамере
- Гер Дуэни — Иеремия
- Эммануэль Джал — Пол
- Кори Столл — Джек
- Кут Вил — Абиталь
- Феми Огунс — Тео
- Сара Бейкер — Памела

## Производство
Актёры Дуэни, Джал и Вил прошли через гражданскую войну в Судане. Съёмки фильма проходили в Атланте и Южной Африке.

## Восприятие
Фильм получил преимущественно положительные отзывы критиков. На сайте Rotten Tomatoes фильм получил рейтинг 87 % на основе 86 рецензий со средним баллом 6,7 из 10.
На сайте Metacritic у фильма 65 баллов из 100, на основе 30 отзывов.